# Yūsuke Fukada
Yūsuke Fukada (japanisch 深田 祐介, Fukada Yūsuke, Vorname eigentlich gleichlautend 雄輔 geschrieben; geboren 15. Juli 1931 in Tokio; gestorben 14. Juli 2014) war ein japanischer Luftfahrtangestellter und Schriftsteller.

## Leben und Wirken
Yūsuke Fukada schloss sein Studium an der Waseda-Universität ab. 1960 wurde er Mitarbeiter von Japan Airlines und lebte längeren Zeitraum im Ausland. 1976 erhielt er mit dem Buch „Shin Seiyō jiyō“ (新西洋事情) – „Neue Ausgabe Nachrichten aus dem Westen“ den „Ōya-Sōichi-Nonfiktion-Preis“ (大宅壮一ノンフィクション賞). 1983 wurde er für „Ennetsu shōnin“ (炎熱商人) – „Kochendheißer Geschäftsmann“, eine  Geschichte über japanischer Handelsvertreter nach dem Zweiten Weltkrieg auf den Philippinen, mit dem 87. Naoki-Preis ausgezeichnet.
1984 verließ Fukada die Fluggesellschaft und widmete sich ganz der Schriftstellerei. Weitere Titel, die sein Leben bei der Fluggesellschaft widerspiegeln, sind „Kūkō“ (空港) – „Airport“ und 1982 „Suchuwādesu monogatari“ (スチュワーデス物語) – „Geschichte einer Stewardes“. Der Roman wurde die Grundlage für die gleichnamige Fernsehsendung, die vom TBS von Oktober 1983 bis März 1984 in 22 Folgen ausgestrahlt wurde. Er verfasste eine Autobiografie unter dem Titel „Fukada seinen no sengo to koi“ (フカダ青年の戦後と恋) – „Fukudas Jugendjahre und Liebe“.